# Edward Ashley
Edward Ashley, nato Edward Montagu Ashley Cooper (Sydney, 12 agosto 1904 – San Diego, 5 maggio 2000), è stato un attore australiano.
Il suo ultimo ruolo fu quello del professor Sutherland, interpretato nel film Waxwork - Benvenuti al museo delle cere (1988), diretto da Anthony Hickox. Apparve in diversi film britannici negli anni trenta, e statunitensi negli anni quaranta e cinquanta.

## Filmografia

### Cinema
- The Beggar Student, regia di Victor Hanbury e John Harvel (1931)
- Men of Steel, regia di George King (1932)
- The White Lilac, regia di Albert Parker (1935) - non accreditato
- Under Proof, regia di Roland Gillet (1936)
- La conquista dell'aria (Conquest of the Air), regia di Alexander Esway e Zoltán Korda (1936) - non accreditato
- Sing as You Swing, regia di Redd Davis (1937)
- Underneath the Arches, regia di Redd Davis (1937)
- Saturday Night Revue, regia di Norman Lee (1937)
- The Villiers Diamond, regia di Bernard Mainwaring (1938)
- Spie dell'aria (Spies of the Air), regia di Frank McDonald (1940)
- Orgoglio e pregiudizio (Pride and Prejudice), regia di Robert Z. Leonard (1940)
- Sky Murder, regia di George B. Seitz (1940)
- Tzigana (Bitter Sweet), regia di W. S. Van Dyke (1940)
- Gallant Sons, regia di George B. Seitz (1940)
- Maisie Was a Lady, regia di Edwin L. Marin (1941)
- Vieni a vivere con me (Come Live with Me), regia di Clarence Brown (1941)
- Strange Testament, regia di Sammy Lee (1941) - cortometraggio
- You're Telling Me, regia di Charles Lamont (1942)
- The Pied Piper, regia di Irving Pichel (1942)
- Cigno nero (The Black Swan), regia di Henry King (1942) - non accreditato
- Love, Honor and Goodbye, regia di Albert S. Rogell (1945)
- Gay Blades, regia di George Blair (1946)
- Nessuno ti avrà mai (The Madonna's Secret), regia di Wilhelm Thiele (1946)
- Notturno di sangue (Nocturne), regia di Edwin L. Marin (1946)
- Orchidea bianca (The Other Love), regia di André De Toth (1947)
- Dick Tracy Meets Gruesome, regia di John Rawlins (1947)
- Tarzan e le sirene (Tarzan and the Mermaids), regia di Robert Florey (1948)
- Tarzan sul sentiero di guerra (Tarzan's Peril), regia di Byron Haskin (1951)
- L'avventuriero di Macao (Macao), regia di Josef von Sternberg (1952)
- El Alaméin, regia di Fred F. Sears (1953)
- La pista degli elefanti (Elephant Walk), regia di William Dieterle (1954)
- Il giullare del re (The Court Jester), regia di Melvin Frank e Norman Panama (1955)
- Commandos (Darby's Rangers), regia di William A. Wellman (1958)
- Qualcuno da odiare (King Rat), regia di Bryan Forbes (1965)
- Herbie il Maggiolino sempre più matto (Herbie Rides Again), regia di Robert Stevenson (1974)
- The Stronger, regia di Lee Grant (1976) - cortometraggio
- Won Ton Ton, il cane che salvò Hollywood (Won Ton Ton: The Dog Who Saved Hollywood), regia di Michael Winner (1976)
- Beyond the Next Mountain, regia di James F. Collier e Rolf Forsberg (1987)
- Waxwork - Benvenuti al museo delle cere (Waxwork), regia di Anthony Hickox 1988)

### Televisione
- Actor's Studio – serie TV, 1 episodio (1949)
- The Clock – serie TV, 1 episodio (1949)
- Robert Montgomery Presents – serie TV, 1 episodio (1950)
- Squadra mobile (Racket Squad) – serie TV, 1 episodio (1951)
- Crusade to Liberty, regia di Albert McCleery (1954) – film TV
- Cavalcade of America – serie TV, 1 episodio (1954)
- Il cavaliere solitario (The Lone Ranger) – serie TV, 1 episodio (1954)
- Schlitz Playhouse of Stars – serie TV, 1 episodio (1954)
- Letter to Loretta – serie TV, 1 episodio (1955)
- 77º Lancieri del Bengala (Tales of the 77th Bengal Lancers) – serie TV, episodio 1x02 (1956)
- Climax! – serie TV, episodio 3x06 (1956)
- The Errol Flynn Theatre – serie TV, episodio 1x06 (1956)
- Assignment Foreign Legion – serie TV, episodio 1x10 (1956)
- Lux Video Theatre – serie TV, 2 episodi (1954-1956)
- The George Burns and Gracie Allen Show – serie TV, 2 episodi (1955-1957)
- The Adventures of Jim Bowie – serie TV, 1 episodio (1957)
- The Ann Sothern Show – serie TV, 1 episodio (1959)
- The Texan – serie TV, episodio 2x07 (1959)
- The Gale Storm Show – serie TV, 1 episodio (1959)
- Disneyland – serie TV, 1 episodio (1959)
- Maverick – serie TV, 2 episodi (1960)
- Bonanza – serie TV, episodio 1x27 (1960)
- The Best of the Post – serie TV, episodio 1x12 (1961)
- Perry Mason – serie TV, 1 episodio (1962)
- I giorni di Bryan (Run for Your Life) – serie TV, 1 episodio (1966)
- The Beverly Hillbillies – serie TV, 1 episodio (1967)
- Agenzia U.N.C.L.E. (The Girl from U.N.C.L.E.) – serie TV, episodio 1x29 (1967)
- Insight – serie TV, 1 episodio (1968)
- Operazione ladro (It Takes a Thief) – serie TV, 1 episodio (1969)